# 16volt
I 16volt sono un gruppo industrial rock statunitense, formatosi a Portland nel 1988.

## Storia
I 16volt sono nati a Portland, in Oregon, dal compositore e cantante Eric Powell. Al progetto si sono uniti in seguito il batterista Joel Bornzin, il chitarrista Jon Fell e Jeff Taylor. Il gruppo ha pubblicato il primo album in studio Wisdom il 25 maggio 1993, dopo aver firmato per la Re-Constriction Records. In seguito, la band ha continuato a pubblicare album tramite la medesima etichetta gli album Skin nel 1994, LetDownCrush nel 1996 e SuperCoolNothing nel 1998.
La band è presente nella scena di apertura del videogioco Primal e ha contribuito con nove canzoni alla colonna sonora del gioco.
I 16volt hanno pubblicato il loro quinto album intitolato FullBlackHabit nel 2007 per Metropolis Records. In seguito sono usciti altri due album per la medesima etichetta: American Porn Songs e Beating Dead Horses, usciti rispettivamente nel 2009 e nel 2011. I 16volt hanno autoprodotto l'album successivo The Negative Space nel 2016 per la loro etichetta Murder Creek. Nel 2017 è uscito l'EP Dead on Arrivals, anch'esso autoprodotto per la Murder Creek.

## Discografia

### Album in studio
- 1993 – Wisdom
- 1994 – Skin
- 1996 – LetDownCrush
- 1998 – SuperCoolNothing
- 2007 – FullBlackHabit
- 2009 – American Porn Songs
- 2011 – Beating Dead Horses
- 2016 – The Negative Space

### Album di remix
- 1996 – The Remix Wars: Strike 3 – 16 Volt vs. Hate Dept
- 2010 – American Porn Songs: Remixed

### Raccolte
- 2000 – Demography
- 2002 – SuperCoolNothing V2.0
- 2005 – Best of 16Volt

### EP
- 2017 – Dead on Arrivals